# Galassia Nana del Sestante
La Galassia Nana del Sestante è una galassia nana sferoidale.
È stata scoperta nel 1990 da Michael J. Irwin, M.T. Bridgeland, P.S. Bunclark and R.G. McMahon come l'ottava galassia satellite della Via Lattea e prende il nome dalla costellazione del Sestante, nella quale si trova. È anche una galassia ellittica, e mostra un redshift di 224 km/s. La Galassia Nana del Sestante cessò di formare stelle meno di 1,3 miliardi di anni dopo il Big Bang, coincidendo con la fine dell’epoca di reionizzazione.